# Гелиады (пьеса)
«Гелиады» (др.-греч. Ἡλιάδες) — трагедия древнегреческого драматурга Эсхила (первая половина V века до н. э.) на тему мифа о Фаэтоне, не относящаяся ни к одному из известных исследователям циклов. Её текст утрачен за исключением нескольких небольших фрагментов.

## Сюжет и судьба пьесы

Рубенс. Падение Фаэтона, 1604—1605

В трагедии «Гелиады» Эсхил разрабатывал миф о Фаэтоне — сыне бога Солнца Гелиоса, который решил проехать по небосводу в колеснице, но не сдержал коней и едва не стал причиной мировой катастрофы. Зевс поразил его молнией, так что Фаэтон погиб. Сёстры Гелиады оплакали его и превратились в тополя, а их слёзы стали янтарём. Гелиады в этой пьесе составили хор.
Эсхил объединял все свои пьесы в циклы (как правило, по четыре). «Гелиады» — одно из тех его произведений, которые не принадлежат ни к одному известному исследователям циклу. Все попытки антиковедов найти смысловые параллели в других эсхиловых пьесах терпят неудачу. Текст «Гелиад» был почти полностью утрачен за исключением нескольких небольших фрагментов. В них Гелиос описывает путь Солнца, Гелиады предостерегают брата, а потом оплакивают его. «На иной лад поведут плач // Эриданские девы и жены», — говорится в трагедии.
Тот же миф лёг в основу трагедии Еврипида «Фаэтон».